# Aaron Lines

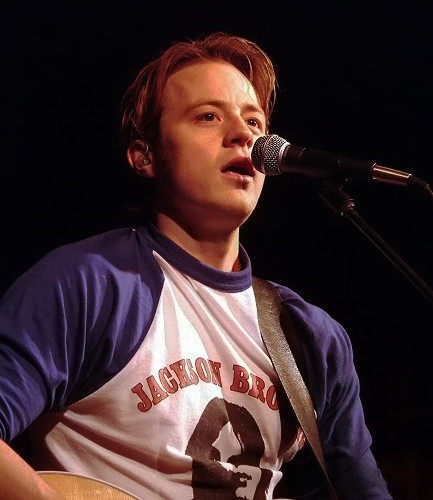
Aaron Lines im Maverick Saloon in Kalifornien

Anthony Aaron Lines (* 17. November 1977 in Fort McMurray, Alberta) ist ein kanadischer Countrymusiker. Er ist seit 2001 und stand bei mehreren Plattenfirmen unter Vertrag, darunter RCA, BNA und On Ramp Records. Mit drei seiner Singles erreichte er eine Platzierung bei den Hot Country Songs Charts in den USA.

## Musikkarriere

### Love Changes Everything
Sein Debütalbum Love Changes Everything wurde in Kanada 2001 von Combustion Music veröffentlicht. Die ersten beiden Singles „Love Changes Everything“ und „I Can Read Your Heart“ starteten sehr erfolgreich in den kanadischen Country-Radiosendern. Lines wurde nominiert für den Best New Country Musiker bei den 2002 Juno Awards und für den Best New Artist bei den 2002 Canadian Country Music Association (CCMA) Awards.

### Living Out Loud
Als seine Erfolge in Kanada nachließen, ging er in die USA, um dort einen neuen Plattenvertrag abzuschließen. Er trat in einer Show für RCA Records im Mai 2001 auf. Am nächsten Tag bot ihm das Plattenunternehmen einen Vertrag an. Aaron Lines begann sofort mit den Arbeiten an seinem zweiten Album, Living Out Loud, welches am 7. Januar 2003 veröffentlicht wurde. Das Album erreichte den neunten Platz in den Billboard’s Top-Country-Album-Charts. Die erste Single, You Can’t Hide Beautiful, erreichte sogar den vierten Platz bei den Billboard’s Hot Country Songs Charts. Das Album war auch in Kanada ein voller Erfolg, und so erhielt Lines sechs Nominierungen bei den CCMA Awards sowie beim Kraft Cheez Whiz Fans’ Choice Award. Die Preise erhielt er im September 2003. Aaron Lines wurde zum männlichen Künstler des Jahres 2003 ernannt. 2003 trat Lines als Eröffnungsmusiker für Martina McBrides Greatest Hits Tour auf.

### Waitin on the Wonderful
Aaron Lines drittes Album Waitin on the Wonderful wurde am 6. September 2005 veröffentlicht. Das Album erreichte nur eine Platzierung von 37 und wurde nicht in den USA veröffentlicht. Währenddessen in Kanada die ersten drei Singles des Albums unter den Top-Ten-Charts der Canadian Country Singles Charts erreichten. Aaron Lines war der meistgespielte Countrymusiker im bei kanadischen Countrysendern im Jahre 2005. Bei den 2006 CCMA Awards wurde Aaron Lines wieder für die Kraft Cheez Whiz Fans Choice Award nominiert.

### Moments That Matter
Aaron Lines zog 2006 wieder zurück von Nashville nach Kanada, um an seinem vierten Album Moments That Matter zu arbeiten. Das Album wurde am 12. Juni 2007 veröffentlicht und von Fontana Distribution vermarktet. Die erste Single „Cheaper to Keep Her,“ wurde Aaron Lines erster Nummer 1 Hit. Moments That Matter wurde für die 2008 Juno Award for Country Recording of the Year nominiert.

### Sunday Afternoon
Aaron Lines fünftes Studioalbum, Sunday Afternoon, wurde am 16. März 2010 von On Ramp Records veröffentlicht.